# جمهوری ناپل (۱۶۴۷)
جمهوری ناپل (انگلیسی: Neapolitan Republic) جمهوری ایجاد شده در ناپل بود که از ۲۲ اکتبر ۱۶۴۷ تا ۵ آوریل ۱۶۴۸ ادامه یافت. پس از شورش موفقیت‌آمیز به رهبری ماسانیلو و جولیو جنوینو علیه شاه فیلیپ سوم تأسیس شد. رهبر جمهوری، هنری دوم لورن، دوک گیز، از نوادگان پادشاه سابق ناپل رنه اول از آنژو بود. جمهوری دارای نام‌های رسمی زیر بود: «آرام‌ترین جمهوری این پادشاهی ناپل»، «جمهوری سلطنتی» و «آرام‌ترین سلطنت جمهوری‌خواهان» که همگی حاکی از ماهیت دوگانه جمهوری، جمهوری و سلطنتی بود

## تاریخچه
پادشاهی ناپل از سال ۱۵۰۴در اتحاد شخصی با تاج اسپانیا بود. در نیمه اول قرن هفدهم، ناپل در بحبوحه بحران اقتصادی سختی قرار داشت، بحرانی که تمام اروپا را تحت تأثیر قرار داده بود. در ناپل، این وضعیت کمی بدتر بود. شورش ماسانیلو نارضایتی شدیدی بر جای گذاشت. هنگامی که ناوگانی به رهبری جان اتریش، پسر شاه فیلیپ، با حمله به شهر «برای تسکین آخرین شورشیان» آمد، شورش جدیدی آغاز شد. این بار شورش شورش لازاری (مردم فقیر ناپل) نبود که صرفاً علیه طبقه ای که قدرت را در دست داشت شورش کنند. بلکه شورش آشکارا علیه فیلیپ بود. ارتش نایب السلطنه اخراج شد و جمهوری اعلام شد. ناپلی‌ها به دنبال حمایت فرانسه بودند و از هانری گیز خواستند که رهبری دولت جدید به او سپرده شود. دوک گیز در آن لحظه در رم بود و این پیشنهاد را پذیرفت و مشتاق بود که تاجگذاری کند و پس از دو قرن نفوذ فرانسه را به جنوب ایتالیا بازگرداند. در ۱۵ نوامبر ۱۶۴۷ او به ناپل رسید و زمام جمهوری را به دست گرفت.